# Sathima Bea Benjamin
Beatrice Benjamin, née le 17 octobre 1936 à Johannesbourg et morte le 20 août 2013 au Cap, est une chanteuse et compositrice sud-africaine.
La chanteuse, qui adopte le nom de scène Sathima Bea Benjamin, fonde le label Ekapa en 1979. Sa discographie comprend plusieurs albums, notamment Dedications, sorti en 1982 et nommé aux Grammy Awards. En 1965, elle épouse le pianiste Abdullah Ibrahim, alors connu sous le nom de Dollar Brand. Le couple est membre du Congrès national africain (ANC) et milite contre la politique d'apartheid. En 2004, la chanteuse reçoit la médaille d'argent de l'Ordre de l'Ikhamanga.

## Biographie

### Jeunesse
Beatrice Benjamin naît à Johannesbourg en 1936. Après le divorce de ses parents, elle vit avec son père, puis au Cap avec sa grand-mère paternelle. Par l'intermédiaire de la radio, elle découvre le jazz et des artistes comme Billie Holiday et Ella Fitzgerald. Durant sa jeunesse, elle chante dans la chorale de son école, participe à des radio-crochets et prend quelques cours de chant. Elle se destine à l'enseignement et suit une formation, mais choisit en 1957 de se consacrer à la musique,.

### Début de carrière
Beatrice Benjamin commence sa carrière en participant à la tournée du spectacle itinérant Coloured Jazz and Variety mis sur pied par l'imprésario Arthur Klugman,. De retour au Cap en 1959, elle rencontre son futur mari, le pianiste Adolph Brand, alors connu sous le pseudonyme de Dollar Brand. Avec son trio, ils enregistrent My Songs for You, un album composé de standards de jazz, qui ne sera jamais commercialisé. Le couple décide de quitter le pays après le massacre de Sharpeville, survenu en mars 1960, et s'installe en Europe,.

### Parrainage de Duke Ellington
Ils font la connaissance de Duke Ellington à Zurich en 1963. Benjamin le persuade d'assister à un concert du trio. Apprenant qu'elle est chanteuse, le pianiste américain demande à entendre sa voix. Convaincu du talent de Brand et Benjamin, Ellington leur permet d'enregistrer chacun un album pour le label Reprise Records. Celui de Dollar Brand, Duke Ellington Presents the Dollar Brand Trio, sort en 1964, mais la maison de disques estime que le potentiel commercial du disque de Benjamin est trop faible. Il ne sera pas commercialisé avant 1997,. En 1965, la chanteuse accompagne Ellington sur scène lors de sa prestation au Newport Jazz Festival,. La même année, Brand et Benjamin se marient durant un séjour à Londres. En 1968, ils se convertissent à l'islam et adoptent les noms de Sathima et Abdullah Ibrahim. La chanteuse choisit alors le nom de scène Sathima Bea Benjamin. Durant les années 1960, le couple vit entre l'Europe et New York. Après avoir enregistré deux albums n'ayant pas vu le jour, Benjamin peine à percer dans le milieu du jazz,.

### Carrière discographique
La carrière discographique de Sathima Bea Benjamin débute véritablement après leur retour en Afrique du Sud en 1976. La chanteuse a alors l'occasion d'enregistrer African Songbird, son premier album, qu'elle a entièrement composé. Après les émeutes de Soweto qui ont lieu la même année, le couple quitte une nouvelle fois le pays et emménage à l'Hotel Chelsea de New York. Ils rejoignent le Congrès national africain (ANC) et militent contre la politique d'apartheid du gouvernement sud-africain, qui révoque leur citoyenneté. En 1979, la chanteuse fonde le label Ekapa, qui édite tous ses disques suivants. Enregistré avec des musiciens new yorkais, Sathima Sings Ellington est le premier de ses albums à être commercialisé sur le marché américain. Dedications, sorti en 1982, est nommé aux Grammy Awards,. Lovelight est enregistré avec le pianiste Larry Willis, le contrebassiste Buster Williams et le batteur Billy Higgins. La même section rythmique est présente sur son album suivant, Southern Touch. Benjamin est également accompagnée par le pianiste Kenny Barron.
L'album enregistré en 1963 pour Reprise Records est finalement édité en 1997 par le label allemand Enja sous le titre A Morning in Paris. Sur ce disque, Benjamin est accompagnée par Dollar Brand et les musiciens sud-africains de son trio, Johnny Gertze et Makaya Ntshoko (en), ainsi que par le violoniste danois Svend Asmussen. Duke Ellington et Billy Strayhorn apparaissent chacun sur deux morceaux,. L'album Musical Echoes, réalisé en 2002, est enregistré avec le pianiste américain Stephen Scott et une section rythmique composée des musiciens sud-africains Basil Moses et Lulu Gontsana. Quatre ans plus tard, le disque sort aux États-Unis. Song Spirit, une compilation retraçant sa carrière, paraît en 2006. En 2010, un documentaire intitulé Sathima's Windsong lui est consacré.

### Retour en Afrique du Sud
Sathima Bea Benjamin retourne en Afrique du Sud en 2011. La même année, Duke University Press édite son autobiographie, Musical Echoes: South African Women Thinking in Jazz, écrite en collaboration avec la musicologue Carol Ann Muller. En 2013, un prix lui est attribué par le Standard Bank Joy of Jazz festival de Johannesbourg pour sa contribution au patrimoine musical du pays. Son album African Songbird, enregistré en 1976, est réédité par le label britannique Matsuli Music. Durant l'été, la chanteuse donne trois concerts au Cap pour en assurer la promotion,.

## Style musical et influences
Élevée au Cap par sa grand-mère paternelle, originaire du territoire britannique d'outre-mer de Sainte-Hélène, Sathima Bea Benjamin déclare avoir été marquée par le répertoire musical britannique. Elle considère ces chansons, dont certaines remontent à l'époque victorienne, comme faisant partie de sa culture (« They are part and parcel of my culture »). Au cours de son enfance, elle chante des hymnes religieux, découvre les chansons populaires diffusées à la radio, et est impressionnée par l'autobiographie de la chanteuse Billie Holiday, à laquelle elle rend hommage sur le titre Lady Day paru en 1985 sur l'album Windsong.
Benjamin incorpore dans sa musique le Cape Town rhythm, rythme issu du carnaval de la ville,. Durant sa carrière, elle reprend des classiques du jazz, puis emprunte une voie plus personnelle en composant des morceaux originaux. La critique musicale Gwen Ansell rapproche son style de celui de chanteuses de jazz telles Abbey Lincoln et Cassandra Wilson.

## Distinctions
En 2004, le président sud-africain Thabo Mbeki remet à la chanteuse la médaille d'argent de l'Ordre de l'Ikhamanga pour sa carrière musicale et son action dans la lutte contre la politique d'apartheid,.

## Vie privée et famille
Edward Benjamin, le père de la chanteuse, est né à Sainte-Hélène. La famille de sa mère, Evelyn Henry, est originaire de l'Île Maurice et des Philippines,.
Sathima et Abdullah Ibrahim se séparent en 1990, leur divorce est prononcé en 2011. Le couple a deux enfants. Leur fille Tsidi Ibrahim, née en 1976, est une rappeuse connue sous le nom de Jean Grae. Elle est établie à New York et a réalisé plusieurs albums. Leur fils Tsakwe vit au Cap et exerce le métier de pianiste.

## Discographie

### Albums
- 1976 : African Songbird (As-Shams)
- 1979 : Sathima Sings Ellington (Ekapa)
- 1982 : Dedications (Ekapa)
- 1983 : Memories and Dreams (Ekapa)
- 1985 : Windsong (Ekapa)
- 1987 : Lovelight (Ekapa)
- 1992 : Southern Touch (Ekapa)
- 1997 : A Morning in Paris (Enja)
- 2002 : Musical Echoes (Ekapa)

### Compilation
- 2006 : Song Spirit (Ekapa)

## Vidéographie
- 2010 : Sathima's Windsong (South Atlantic World Productions)

### Ouvrages
- (en) Denis Constant-Martin, Sounding the Cape : Music, Identity and Politics in South Africa, African Minds, 2013, 444 p. (ISBN 978-1-920489-82-3, lire en ligne), p. 209-210, 218.
- (en) Carole Ann Muller, Focus : Music of South Africa, New York, Taylor and Francis, 2008, 338 p. (ISBN 978-0-415-96069-4, lire en ligne), chap. 10 et 11.
- (en) Carol Ann Muller, South African Music : A Century of Traditions in Transformation, vol. 1, ABC-CLIO, 2004, 314 p. (ISBN 978-1-57607-276-9, lire en ligne), p. 60-117.
- (en) Vladimir Bogdanov, Chris Woodstra et Stephen T. Erlewine, All Music Guide to Jazz : The Definitive Guide to Jazz Music, Backbeat Books, 2002, 1472 p. (ISBN 978-0-87930-717-2, lire en ligne), p. 90-91.
- (en) Lars Rasmussen, Sathima Bea Benjamin : Embracing Jazz, The Booktrader, 2000, 112 p.

### Autobiographie
- (en) Musical Echoes : South African Women Thinking in Jazz, Durham, Duke University Press, 2011, 384 p. (ISBN 978-0-8223-4914-3, présentation en ligne)